# Villers, Loire
Villers là một xã trong tỉnh Loire miền trung nước Pháp.